# Gramado-Canela (tiểu vùng)
Gramado-Canela là một tiểu vùng thuộc bang Rio Grande do Sul, Brasil. Tiều vùng này có diện tích 2622 km², dân số năm 2007 là 259888 người.